# Igor Gluščević
Igor Gluščević (cyr. Игор Глушчевић; ur. 30 marca 1974 w Budvie) – czarnogórski piłkarz, który w czasie kariery zawodniczej grał na pozycji napastnika.
Gluščević rozpoczynał swoją zawodową karierę piłkarską w dawnej Jugosławii, w zespole FK Vojvodina. Po zdobyciu siedmiu goli w ciągu dwóch sezonów, zdecydował się na przejście do Hiszpanii, do CF Extremadura. Z tym zespołem spadł z Primera Division w 1997, ale już rok później cieszył się z awansu.
W 1998 roku Gluščević zdecydował się na kolejną zmianę barw, tym razem była to FC Sevilla. W andaluzyjskim klubie był ważnym członkiem drużyny, która w tym samym sezonie wywalczyła awans do najwyższej klasy rozgrywkowej. W Sevilli FC spędził zaledwie sezon, po czym obrał kierunek na Grecję i Aris FC.
W 2000 roku związał się z holenderskim FC Utrecht, gdzie w 84 meczach zapisał na swoje konto 39 goli. W sumie w Utrechcie spędził trzy lata i po krótkim epizodzie w Sparcie Praga w sezonie 2003–2004, powrócił do Eredivisie. Tym razem było to SBV Vitesse, z którego po dwóch latach gry wyjechał do Chin. W 2007 roku zaliczył kolejny powrót do Holandii, wiążąc się z Heraclesem Almelo. W barwach tego klubu zaliczył 7 trafień w sezonie. Najbardziej spektakularne trafienie miało miejsce w meczu przeciwko FC Twente. Gluščević popisał się fenomenalnym uderzeniem z około 35 metrów.
Po sezonie 2007–2008 jego umowa z Heraclesem dobiegła końca. Klub nie chciał przedłużyć jej o kolejny krok i 22 lipca 2008 Gluščević zdecydował się zakończyć karierę.